# Vitbrynad sydhake
Vitbrynad sydhake (Poecilodryas superciliosa) är en fågel i familjen sydhakar inom ordningen tättingar.

## Utbredning och systematik
Fågeln förekommer enbart i Australien, i nordöstra Queensland (Kap Yorkhalvön i Sarina). Den behandlas som monotypisk, det vill säga att den inte delas in i några underarter.

## Status
Arten har ett stort utbredningsområde och beståndet anses vara stabilt. Internationella naturvårdsunionen IUCN listar den därför som livskraftig (LC).